# Pulau Timbun Mata
Pulau Timbun Mata ist eine zu Malaysia gehörende Insel in der zur Celebessee offenen Darvel Bay. Die Insel liegt etwa 20 Kilometer nordwestlich von Semporna und ist die größte Insel innerhalb der Darvel Bay. Sie ist überwiegend dicht bewaldet. Ihre maximale Länge beträgt ca. 30,1 km, die größte Breite etwa 9,7 km. Von der flachen Westküste steigt sie stetig bis zum Mount Tannabalu an, der sich etwa in der Mitte der Insel befindet. Der 620 m hohe, kegelförmige Berg ist ein erloschener Vulkan. Ein zweiter Gipfel – der 489 m hohe Mount Sedungal – erhebt sich am östlichen Ende der Insel. Die Insel ist durch eine schmale Meerenge namens Trusan Sigalong vom Festland getrennt.

## Geschichte
Die Insel ist seit langer Zeit bewohnt. Auf der Insel gibt es mehrere Siedlungen, Mantandak im Westen, Lakai Lakai im Norden, Dap Dap im Nordosten und Tambanan im Osten. Darüber hinaus befinden sich im Südosten der Insel mehrere illegale Ansiedlungen.
Auf der Insel wurde ab den 1880er Jahren Teak angepflanzt. 1930 wurde Pulau Timbun Mata zum Forstreservat erklärt. Die Teakholzwälder wurden danach regelmäßig überwacht, der Bestand wurde aber durch Straßenbau und illegalen Holzeinschlag erheblich reduziert.

## Flora
Die Vegetation der Insel besteht aus gemischten Dipterocarp-Wäldern (MDF), Sumpfwäldern, Mangrovenwäldern und Sekundärwald.
Die Flachland-MDF werden durch Parashorea malaanonan, Palmen und Lianen dominiert. An steileren Abschnitten finden sich S. guiso, Cynometra elmeri, Pterocymbium tinctorum und Pterospermum stapfianum. Auf den weniger steilen Abschnitten wird Parashorea malaanonan von Rubroshorea-Spezies wie S. johorensis, S. leprosula, S. smithiana, S. ovalis und gelegentlich Dr. lanceolata und D. caudiferus begleitet. Örtlich begrenzte Vorkommen von Drypetes, Cynometra und Dialium auf trockenen Hügeln weisen – insbesondere bei Abwesenheit von P. malaanonan auf Sekundärwald hin. Diospyros macrophylla ist die häufigste Spezies des Forstreservats.
In den Frischwasser-Sumpfwäldern finden sich Shorea leprosula und Dipterocarpus applanatus in den oberen Schichten und eine Vielzahl von Syzygium sp., Diospyros sp. und Annonaceae im Unterholz. Die Insel weist einen offenen Alstonia-Sumpfwald mit Parkia sp. und Glochidion sp., einen gemischten Sumpfwald mit Syzygium und Diospyros sp. und einen Sumpfwald mit Nauclea sp. und Dipspyros sp. aus.
Die Mangrovenwälder bestehen aus typischen Mangroven-Spezies und Nipapalmen, allerdings nicht im gleichen Ausmaß wie an den Küsten des Festlandes. Die typischen Arten in der Gezeitenzone sind Nypa fruticans, Rhizophora mucronata, Rhizophora apiculata, Bruguiera parviflora und Excoelania agallacha occur in tidal flats. In trockeneren Gebieten findet man Ceriops tagal, Xylocarpus granatium und Avicenia alba und das Farn Acrosticum aureum.